# Test Drive 4
Test Drive 4 est un jeu vidéo de course automobile développé par Pitbull Syndicate et édité par Accolade en 1997. Le jeu est sorti sur PC et PlayStation. Il est le quatrième jeu de la série Test Drive, dont la première production est sortie en 1987.

## Accueil
Le jeu a reçu de bonne critique, celui est évalué à 71.32% selon GameRankings.